# Natação nos Jogos da Commonwealth de 2014
A natação nos Jogos da Commonwealth de 2014 foi realizado em Glasgow, na Escócia, entre 24 e 29 de julho. No total 44 eventos foram disputados no Tollcross International Swimming Centre, incluindo seis para atletas com necessidades especiais.

## Medalhistas
Masculino
| Evento                | Ouro | Prata | Bronze |
| 50 metros livre       | Ben Proud ENG Inglaterra | Cameron McEvoy AUS Austrália | James Magnussen AUS Austrália                                                                                        |
| 100 metros livre      | James Magnussen AUS Austrália                                                                                                  | Cameron McEvoy AUS Austrália | Tommaso D'Orsogna AUS Austrália                                                                                      |
| 100 metros livre S9   | Rowan Crothers AUS Austrália                                                                                                   | Matthew Cowdrey AUS Austrália | Brenden Hall AUS Austrália                                                                                           |
| 200 metros livre      | Thomas Fraser-Holmes AUS Austrália                                                                                             | Cameron McEvoy AUS Austrália | Calum Jarvis WAL País de Gales                                                                                       |
| 200 metros livre S14  | Daniel Fox AUS Austrália | Thomas Hamer ENG Inglaterra | Jack Thomas WAL País de Gales                                                                                        |
| 400 metros livre      | Ryan Cochrane CAN Canadá | David McKeon AUS Austrália | James Guy ENG Inglaterra                                                                                             |
| 1500 metros livre     | Ryan Cochrane CAN Canadá | Mack Horton AUS Austrália | Daniel Jervis WAL País de Gales                                                                                      |
| 50 metros costas      | Ben Treffers AUS Austrália | Mitch Larkin AUS Austrália | Liam Tancock ENG Inglaterra                                                                                          |
| 100 metros costas     | Chris Walker-Hebborn ENG Inglaterra                                                                                            | Mitch Larkin AUS Austrália | Josh Beaver AUS Austrália Liam Tancock ENG Inglaterra                                                                |
| 200 metros costas     | Mitch Larkin AUS Austrália | Josh Beaver AUS Austrália | Matson Lawson AUS Austrália                                                                                          |
| 50 metros peito       | Cameron van der Burgh RSA África do Sul                                                                                        | Adam Peaty ENG Inglaterra | Christian Sprenger AUS Austrália                                                                                     |
| 100 metros peito      | Adam Peaty ENG Inglaterra | Cameron van der Burgh RSA África do Sul                                                                                                 | Ross Murdoch SCO Escócia                                                                                             |
| 200 metros peito      | Ross Murdoch SCO Escócia | Michael Jamieson SCO Escócia | Andrew Willis ENG Inglaterra                                                                                         |
| 50 metros borboleta   | Ben Proud ENG Inglaterra | Roland Schoeman RSA África do Sul | Chad le Clos RSA África do Sul                                                                                       |
| 100 metros borboleta  | Chad le Clos RSA África do Sul                                                                                                 | Joseph Schooling SIN Singapura | Adam Barrett ENG Inglaterra                                                                                          |
| 200 metros borboleta  | Chad le Clos RSA África do Sul                                                                                                 | Grant Irvine AUS Austrália | Sebastien Rousseau RSA África do Sul                                                                                 |
| 200 metros medley     | Daniel Tranter AUS Austrália                                                                                                   | Daniel Wallace SCO Escócia | Chad le Clos RSA África do Sul                                                                                       |
| 200 metros medley SM8 | Ollie Hynd ENG Inglaterra | Jesse Aungles AUS Austrália | Blake Cochrane AUS Austrália                                                                                         |
| 400 metros medley     | Daniel Wallace SCO Escócia | Thomas Fraser-Holmes AUS Austrália | Sebastien Rousseau RSA África do Sul                                                                                 |
| 4x100 metros livre    | Tommaso D'Orsogna Matt Abood James Magnussen Cameron McEvoy Ned McKendry* Kenneth To* Jayden Hadler* AUS Austrália             | Chad le Clos Roland Schoeman Leith Shankland Caydon Muller Clayton Jimmie* Calvyn Justus* RSA África do Sul                             | Adam Brown James Disney-May Adam Barrett Ben Proud Lewis Coleman* Chris Walker-Hebborn* ENG Inglaterra               |
| 4x200 metros livre    | Cameron McEvoy David McKeon Ned McKendry Thomas Fraser-Holmes Mack Horton* AUS Austrália                                       | Daniel Wallace Stephen Milne Duncan Scott Robert Renwick Jak Scott* Gareth Mills* Cameron Brodie* Craig Hamilton* SCO Escócia           | Devon Brown Chad le Clos Sebastien Rousseau Dylan Bosch Calvyn Justus* RSA África do Sul                             |
| 4x100 metros medley   | Chris Walker-Hebborn Adam Peaty Adam Barrett Adam Brown Liam Tancock* James Wilby* James Guy* James Disney-May* ENG Inglaterra | Mitch Larkin Christian Sprenger Jayden Hadler James Magnussen Josh Beaver* Kenneth To* Tommaso D'Orsogna* Cameron McEvoy* AUS Austrália | Sebastien Rousseau Cameron van der Burgh Chad le Clos Leith Shankland Dylan Bosch* Clayton Jimmie* RSA África do Sul |

* Participaram apenas das eliminatórias, mas receberam medalhas.
Feminino
| Evento                 | Ouro | Prata | Bronze |
| 50 metros livre        | Francesca Halsall ENG Inglaterra                                                                                          | Cate Campbell AUS Austrália | Bronte Campbell AUS Austrália                                                                                                  |
| 100 metros livre       | Cate Campbell AUS Austrália                                                                                               | Bronte Campbell AUS Austrália | Emma McKeon AUS Austrália |
| 100 metros livre S8    | Maddison Elliott AUS Austrália                                                                                            | Stephanie Slater ENG Inglaterra | Lakeisha Patterson AUS Austrália                                                                                               |
| 200 metros livre       | Emma McKeon AUS Austrália                                                                                                 | Siobhan-Marie O'Connor ENG Inglaterra | Bronte Barratt AUS Austrália                                                                                                   |
| 400 metros livre       | Lauren Boyle NZL Nova Zelândia                                                                                            | Jazmin Carlin WAL País de Gales | Bronte Barratt AUS Austrália                                                                                                   |
| 800 metros livre       | Jazmin Carlin WAL País de Gales                                                                                           | Lauren Boyle NZL Nova Zelândia | Brittany MacLean CAN Canadá |
| 50 metros costas       | Georgia Davies WAL País de Gales                                                                                          | Lauren Quigley ENG Inglaterra | Brooklyn Snodgrass CAN Canadá                                                                                                  |
| 100 metros costas      | Emily Seebohm AUS Austrália                                                                                               | Georgia Davies WAL País de Gales | Belinda Hocking AUS Austrália                                                                                                  |
| 200 metros costas      | Belinda Hocking AUS Austrália                                                                                             | Emily Seebohm AUS Austrália | Hilary Caldwell CAN Canadá |
| 50 metros peito        | Leiston Pickett AUS Austrália                                                                                             | Alia Atkinson JAM Jamaica | Corrie Scott SCO Escócia |
| 100 metros peito       | Sophie Taylor ENG Inglaterra                                                                                              | Lorna Tonks AUS Austrália | Alia Atkinson JAM Jamaica |
| 100 metros peito SB9   | Sophie Pascoe NZL Nova Zelândia                                                                                           | Madeleine Scott AUS Austrália | Erraid Davies SCO Escócia |
| 200 metros peito       | Taylor McKeown AUS Austrália                                                                                              | Sally Hunter AUS Austrália | Molly Renshaw ENG Inglaterra                                                                                                   |
| 50 metros borboleta    | Francesca Halsall ENG Inglaterra                                                                                          | Arianna Vanderpool-Wallace BAH Bahamas | Brittany Elmslie AUS Austrália                                                                                                 |
| 100 metros borboleta   | Katerine Savard CAN Canadá                                                                                                | Siobhan-Marie O'Connor ENG Inglaterra | Emma McKeon AUS Austrália |
| 200 metros borboleta   | Audrey Lacroix CAN Canadá                                                                                                 | Aimee Willmott ENG Inglaterra | Maddie Groves AUS Austrália |
| 200 metros medley      | Siobhan-Marie O'Connor ENG Inglaterra                                                                                     | Alicia Coutts AUS Austrália | Hannah Miley SCO Escócia |
| 200 metros medley SM10 | Sophie Pascoe NZL Nova Zelândia                                                                                           | Katherine Downie AUS Austrália | Aurelie Rivard CAN Canadá |
| 400 metros medley      | Hannah Miley SCO Escócia                                                                                                  | Aimee Willmott ENG Inglaterra | Keryn McMaster AUS Austrália                                                                                                   |
| 4x100 metros livre     | Bronte Campbell Melanie Schlanger Emma McKeon Cate Campbell Maddie Groves* Brittany Elmslie* Alicia Coutts* AUS Austrália | Siobhan-Marie O'Connor Francesca Halsall Amy Smith Rebecca Turner Lauren Quigley* Jess Lloyd* Amelia Maughan* ENG Inglaterra                      | Victoria Poon Sandrine Mainville Michelle Williams Alyson Ackman CAN Canadá                                                    |
| 4x200 metros livre     | Emma McKeon Alicia Coutts Brittany Elmslie Bronte Barratt Maddie Groves* Remy Fairweather* AUS Austrália                  | Samantha Cheverton Brittany MacLean Alyson Ackman Emily Overholt CAN Canadá                                                                       | Siobhan-Marie O'Connor Amelia Maughan Ellie Faulkner Becki Turner Jess Lloyd* Aimee Willmott* ENG Inglaterra                   |
| 4x100 metros medley    | Emily Seebohm Lorna Tonks Emma McKeon Cate Campbell Belinda Hocking* Sally Hunter* Alicia Coutts* AUS Austrália           | Lauren Quigley Sophie Taylor Siobhan-Marie O'Connor Francesca Halsall Elizabeth Simmonds* Molly Renshaw* Rachael Kelly* Amy Smith* ENG Inglaterra | Sinead Russell Tera van Beilen Katherine Savard Sandrine Mainville Kierra Smith* Audrey Lacroix* Michelle Williams* CAN Canadá |

* Participaram apenas das eliminatórias, mas receberam medalhas.

## Quadro de medalhas
| Ordem | País          | Medalha de ouro | Medalha de prata | Medalha de bronze | Total |
| ----- | ------------- | --------------- | ---------------- | ----------------- | ----- |
| 1     | Austrália     | 19              | 21               | 17                | 57    |
| 2     | Inglaterra    | 10              | 10               | 8                 | 34    |
| 3     | Canadá        | 4               | 1                | 6                 | 11    |
| 4     | África do Sul | 3               | 3                | 6                 | 12    |
| 5     | Escócia       | 3               | 3                | 4                 | 10    |
| 6     | Nova Zelândia | 3               | 1                |                   | 4     |
| 7     | País de Gales | 2               | 2                | 3                 | 7     |
| 8     | Jamaica       |                 | 1                | 1                 | 2     |
| 9     | Bahamas       |                 | 1                |                   | 1     |
|       | Singapura     |                 | 1                |                   | 1     |
| TOTAL | TOTAL         | 44              | 44               | 45                | 133   |